# Sierra de San Quílez
La sierra de San Quílez (Sant Quilis, localmente), es una sierra del prepirineo exterior situada al sudeste de la Sierra de Carrodilla entre la Baja Ribagorza y La Litera. Su mayor altura es San Quílez, con 1.082 m de altura.
La Sierra de San Quílez se extiende por los términos municipales de Benabarre, Estopiñán y Baélls.

## Toponimia
La Sierra de San Quílez tiene la misma denominación que la ermita encontrada en su cumbre y representa un hagiotopónimo. La ermita de San Quílez se encuentra en Saganta.

## Medio natural

### Hidrografía
En la sierra se encuentran algunos barrancos como el barranco del Soldat, el barranco de la Cuba, el barranco de la Negrera o el barranco de la Font.